# Bădeni (okręg Vâlcea)
Bădeni – wieś w Rumunii, w okręgu Vâlcea, w gminie Dănicei. W 2011 roku liczyła 182 mieszkańców.